# Confederazione dell'oratorio di San Filippo Neri
La Confederazione dell'oratorio di San Filippo Neri (in latino Confoederatio Oratorii Sancti Philippi Nerii) riunisce le società clericali di vita apostolica di diritto pontificio fondate sul modello della Congregazione dell'oratorio: i membri della confederazione, detti oratoriani o filippini, pospongono al loro nome le sigle C.O. o d.O.
La Congregazione dell'oratorio ebbe origine dalla comunità di sacerdoti secolari raccoltasi a Roma attorno a san Filippo Neri, dapprima presso la chiesa di San Girolamo della Carità (1551) e poi presso quella di San Giovanni dei Fiorentini (1564); fu eretta canonicamente nel 1575 da papa Gregorio XIII, che donò agli oratoriani la chiesa di Santa Maria in Vallicella, e le sue costituzioni vennero approvate da papa Paolo V nel 1612.
Sul modello della comunità di Santa Maria in Vallicella sorsero in Italia e nel mondo numerose case, in origine autonome, riunite in una confederazione nel 1943.
Gli oratoriani si dedicano alla santificazione delle anime mediante l'istruzione, la direzione spirituale, la predicazione e l'apostolato liturgico, in particolare tra i giovani.

## Storia

### Il fondatore

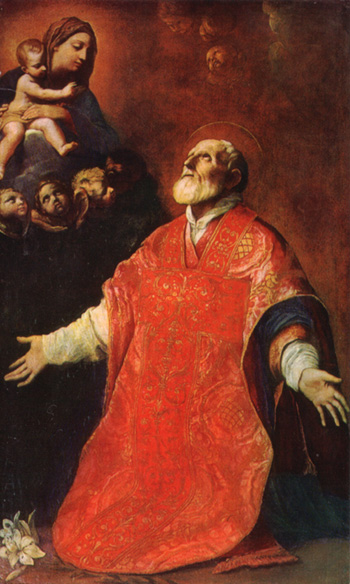
Filippo Neri in un dipinto di Guido Reni

Filippo Neri (1515-1595) nacque a Firenze da una nobile famiglia: la sua consuetudine con i frati domenicani del convento di San Marco (specialmente con Servazio Mini e Zanobi de' Medici) gli derivò un'ammirazione, mai rinnegata, per Girolamo Savonarola. All'età di diciassette anni, per problemi economici, si trasferì a San Germano, presso suo cugino Romolo, per esercitarvi la mercatura.
I suoi contatti con i benedettini di Montecassino e un pellegrinaggio al santuario della Montagna spaccata presso Gaeta lo indussero ad abbandonare il commercio e a stabilirsi a Roma (1534), dove divenne precettore dei figli del suo concittadino Galeotto Caccia, capo della dogana, che risiedeva nei pressi della chiesa di Sant'Eustachio.
A Roma Filippo riprese gli studi presso gli eremitani di Sant'Agostino alla Sapienza e, contemporaneamente, iniziò a darsi a opere di apostolato e misericordia, specialmente a vantaggio dei malati (che visitava a domicilio e presso l'Ospedale di San Giacomo degli Incurabili) e dei numerosi pellegrini che si recavano a visitare le sette basiliche. Nel 1548, presso la chiesa di San Benedetto alla Regola, istituì la confraternita della Santissima Trinità, detta anche "dei pellegrini e dei convalescenti".

### La nascita dell'oratorio
Filippo Neri venne ordinato sacerdote in San Tommaso in Parione il 23 maggio 1551 e si stabilì presso la chiesa di San Girolamo della Carità, dove ebbe come compagni il suo confessore Persiano Rosa e Bonsignore Cacciaguerra.
Si dedicò all'ascolto delle confessioni e alla direzione spirituale attirando, grazie ai suoi modi famigliari, al carattere gioviale e al calore umano con cui accoglieva i penitenti, molti laici ai quali decise di proporre un intenso cammino spirituale fatto di preghiere, pratiche di devozione, opere di misericordia, ma anche di svago: iniziò così quella forma di apostolato che prese il nome di oratorio. Riuniva i suoi amici e ai suoi figli spirituali, provenienti dai più diversi ceti sociali, nei locali presso la chiesa: gli incontri iniziavano con la lettura di qualche brano (della Bibbia o di qualche altro scritto spirituale, come le Laudi di Iacopone da Todi o la Vita del beato Colombini), poi Filippo pronunciava le sue riflessioni e alla fine invitava tutti a seguirlo per andare a visitare i malati negli ospedali o a praticare esercizi di devozione, come la visita alle sette Chiese.
Durante le riunioni si cantavano anche canzoncine in volgare e, specialmente la domenica, gli incontri avevano carattere ricreativo (ci si recava nel giardino di qualche villa suburbana o negli orti di qualche monastero).
La figura di Filippo divenne molto popolare a Roma: ebbe contatti e fece amicizia con personalità come Ignazio di Loyola, Carlo Borromeo, Giovanni Leonardi, Camillo de Lellis, Felice da Cantalice e con i papi regnanti.

### La congregazione dell'oratorio

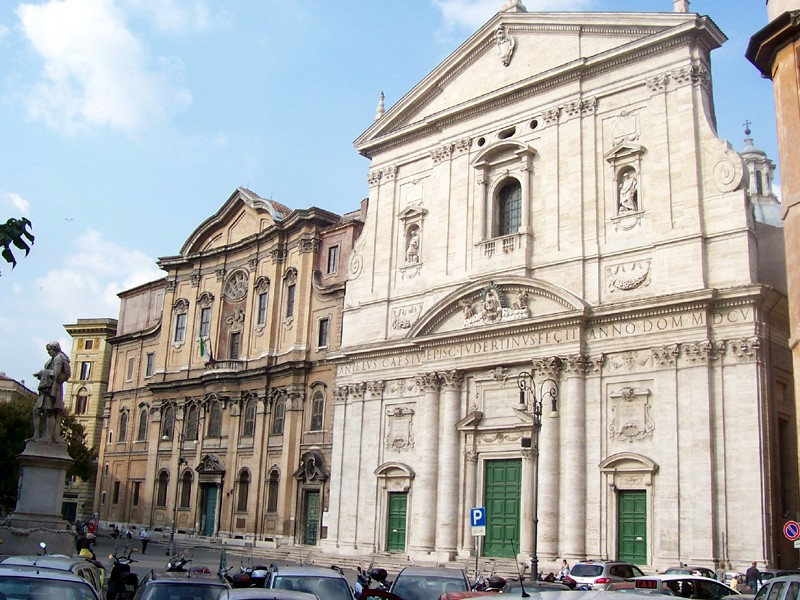
La chiesa di Santa Maria in Vallicella a Roma (chiesa Nuova) e l'oratorio

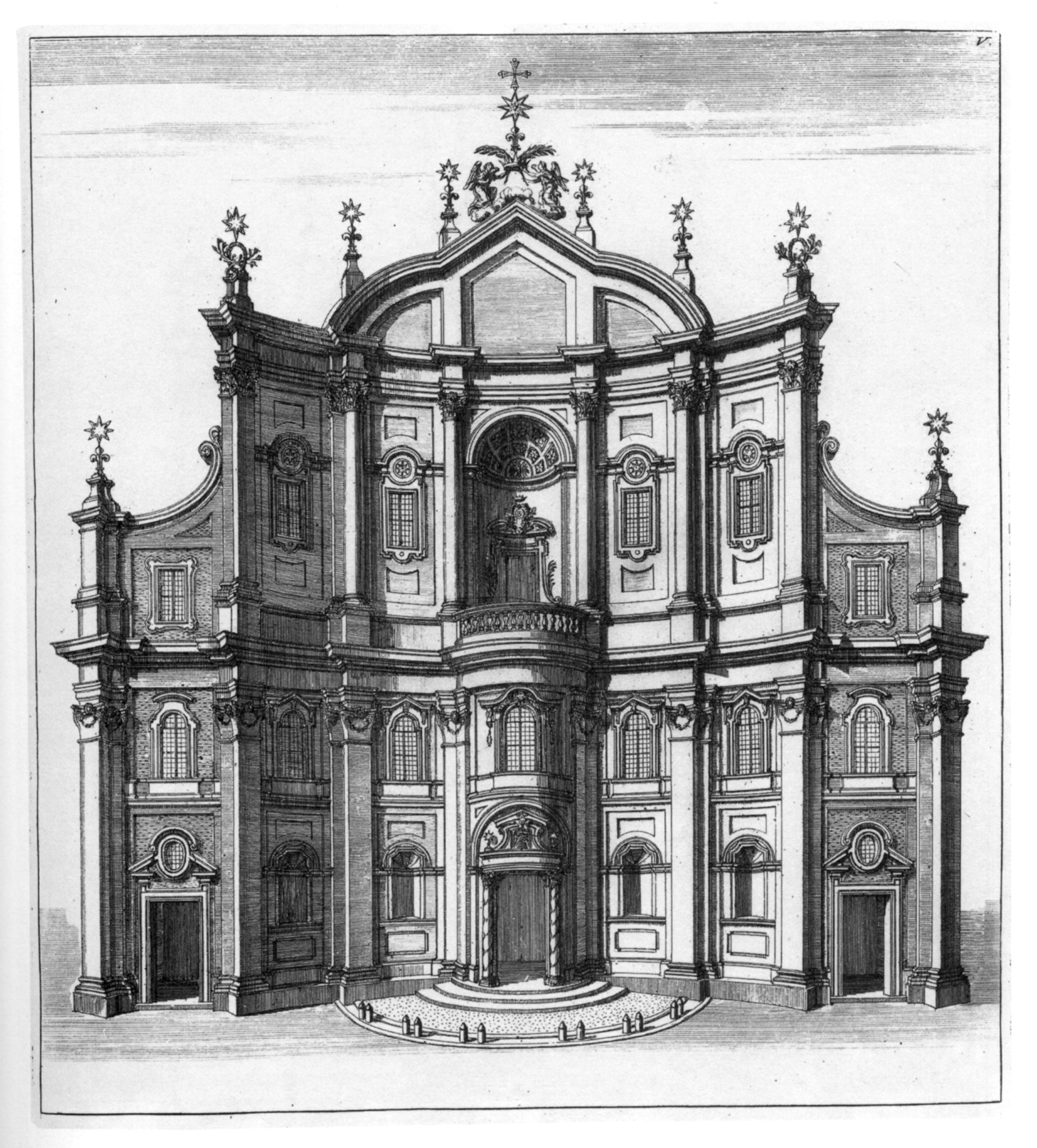
L'oratorio dei Filippini a Roma, progettato da Francesco Borromini

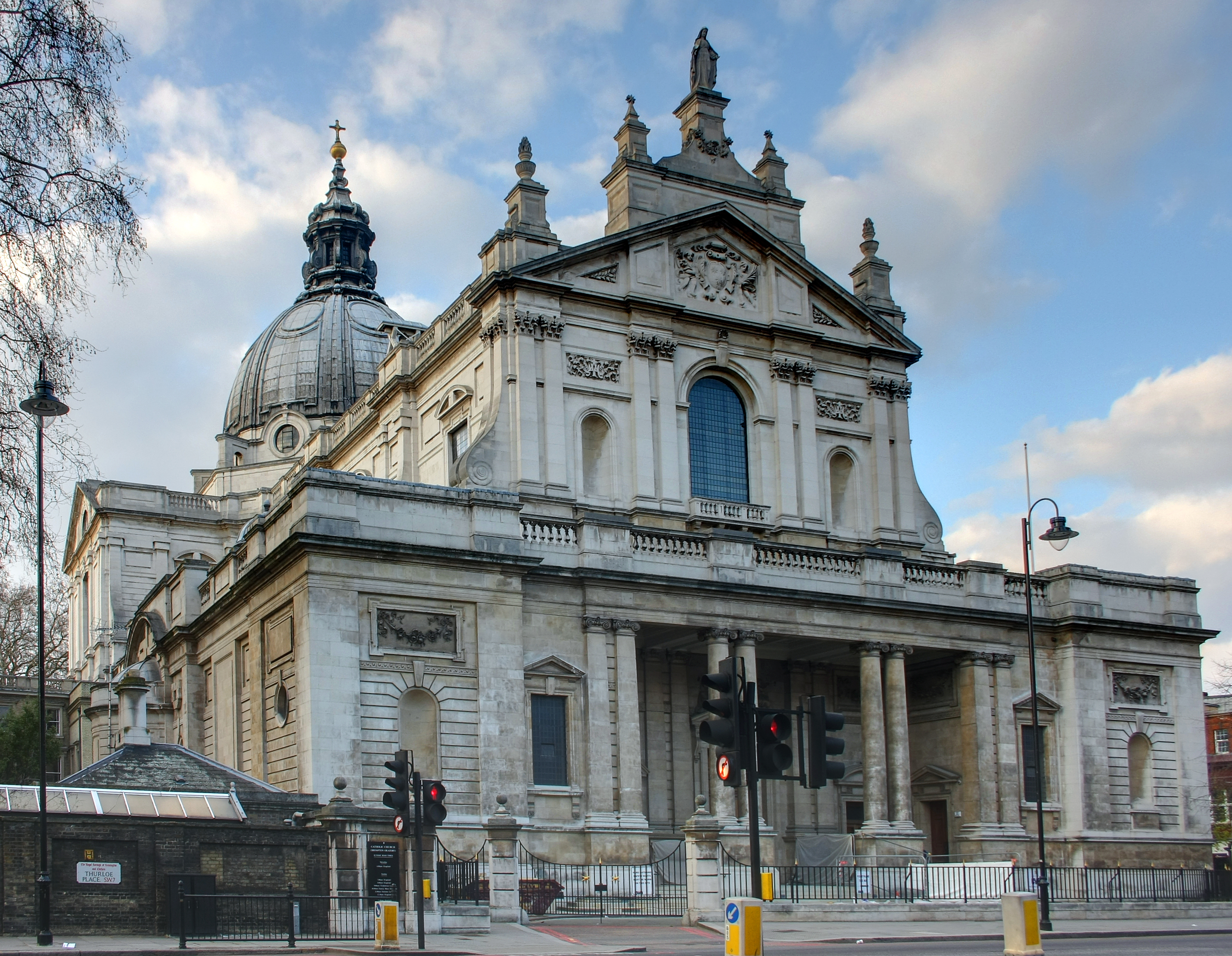
Il Brompton Oratory, sede della congregazione di Londra

Nel 1565 i suoi concittadini lo invitarono ad accettare la rettoria di San Giovanni dei Fiorentini, la loro chiesa nazionale: Filippo scelse di inviarvi i suoi più stretti collaboratori (Cesare Baronio, Francesco Maria Tarugi, Giovanni Francesco Bordini).
Dopo una proficua esperienza di vita fraterna condotta in comunità, tra il 1571 e il 1572 iniziò a delinearsi l'idea di una compagnia di sacerdoti secolari regolarmente costituita e riconosciuta dalle autorità ecclesiastiche, con una propria casa e una propria chiesa.
Tale iniziativa venne promossa soprattutto dai padri Antonio Talpa, Bordini e Tarugi (Filippo non aveva mai pensato di dare inizio a una nuova famiglia religiosa: aveva addirittura ventilato il progetto di unire i suoi sacerdoti ai barnabiti): Filippo Neri, comunque, assecondandoli, richiese alla Santa Sede il riconoscimento formale della sua opera. Il 15 luglio 1575 papa Gregorio XIII, con la bolla Copiosus in misericordia Deus, eresse la Congregazione dell'oratorio, affidandole la chiesa di Santa Maria in Vallicella e autorizzandola a predisporsi proprie regole da sottoporre all'approvazione pontificia.
La chiesa della Vallicella venne riedificata dalle fondamenta. Filippo continuava a immaginare una comunità la cui azione fosse limitata alla città di Roma e al servizio dell'oratorio, mentre Talpa e Bordini pensavano già a una grande espansione della congregazione. Fu la loro concezione a prevalere: nel 1579 sorse l'oratorio di San Severino Marche e nel 1586 nacque quello di Napoli; nel 1585 alla congregazione dell'oratorio venne assegnato il governo dell'abbazia nullius di San Giovanni in Venere, con giurisdizione quasi vescovile su numerosi paesi d'Abruzzo. Altre comunità oratoriane sorsero presto a Fermo, Palermo (1593), Brescia (1598) e in Veneto, Umbria e Piemonte: anche Francesco di Sales promosse l'insediamento di una comunità a Thonon-les-Bains (1599).
Il processo di elaborazione dei regolamenti della congregazione fu piuttosto lungo: la loro stesura definitiva iniziò nel 1609 e terminò nel 1610. Le norme vennero fissate negli Instituta, approvate da papa Paolo V con breve del 24 febbraio 1612.

### L'espansione della congregazione
Le regole del 1612 sancirono la piena autonomia e indipendenza di ogni singola casa: i sodalizi sorti fuori Roma dopo la loro approvazione vennero, quindi, approvati singolarmente dietro impegno di accettare le costituzioni vallicelliane.
Sull'esempio dell'Oratorio italiano, nel 1611 Pierre de Bérulle fondò una congregazione a Parigi che, però, non si legò mai a quella di Roma.
Il massimo sviluppo della congregazione si ebbe tra il XVII e il XVIII secolo, che videro sorgere oltre 150 congregazioni soprattutto nei paesi iberici e in America latina, ma anche in Polonia, nelle Fiandre, a Malta e persino in India.
Numerose case vennero soppresse nel corso delle secolarizzazioni avvenute attorno al 1800.
La congregazione conobbe una nuova fioritura nella seconda metà del XIX secolo, quando sorsero le comunità di Londra (a opera di John Henry Newman) e Birmingham.

## La spiritualità filippina
Filippo Neri, beatificato da Paolo V nel 1615, venne solennemente canonizzato da papa Gregorio XV il 12 marzo 1622 (nella stessa cerimonia vennero proclamati santi Ignazio di Loyola, Francesco Saverio, Teresa d'Avila e Isidoro Agricola).
La spiritualità dell'Oratorio è la stessa del fondatore, trasmessa alle varie congregazioni oratoriane attraverso i secoli, e adattata, in virtù della sua duttilità, ai mutamenti del tempo e delle circostanze. L'adattamento nella continuità è facilitato anche dal fatto che Filippo non lasciò nessun trattato di spiritualità, ma trasmise ai propri discepoli l'eredità del ricordo di se stesso e del suo modo di agire.
L'ascetica oratoriana può riassumersi in quattro elementi: la singolare carità verso il prossimo; il prevalere delle mortificazioni spirituali sulle corporali; l'allegrezza di spirito; la ricerca e la pratica della semplicità evangelica.
Il culto eucaristico e la devozione mariana sono altri aspetti tipici della loro spiritualità.

## Le attività degli oratoriani
Il fine della congregazione è la santificazione dei membri mediante la libera pratica dei consigli evangelici (povertà, obbedienza e castità), la vita comune condotta in spirito famigliare e di fraterna carità, la semplicità e la preghiera.
Il ministero sacerdotale degli oratoriani si esplica conformemente alle diverse esigenze pastorali dei tempi e dei luoghi: viene dato notevole rilievo al culto liturgico e all'amministrazione dei sacramenti, specialmente di quello della penitenza. Destinatari privilegiati del loro apostolato sono gli studenti e i giovani.
L'abito dei primi oratoriani era quello del clero secolare del tempo: una lunga veste nera, aperta sul davanti, chiusa in alto da tre o cinque bottoni, stretta in vita da un cordiglio (poi da una fascia) annodato sul fianco sinistro e con il risvolto bianco della camicia portato fuori dalla veste. Tale foggia venne conservata anche nei secoli successivi, quando i preti diocesani aggiornarono il loro abbigliamento. Nel 1989, in sintonia con le intenzioni del fondatore, gli oratoriani hanno adottato l'abito ecclesiastico prescritto dalle norme e dalle consuetudini locali.

## La struttura organizzativa

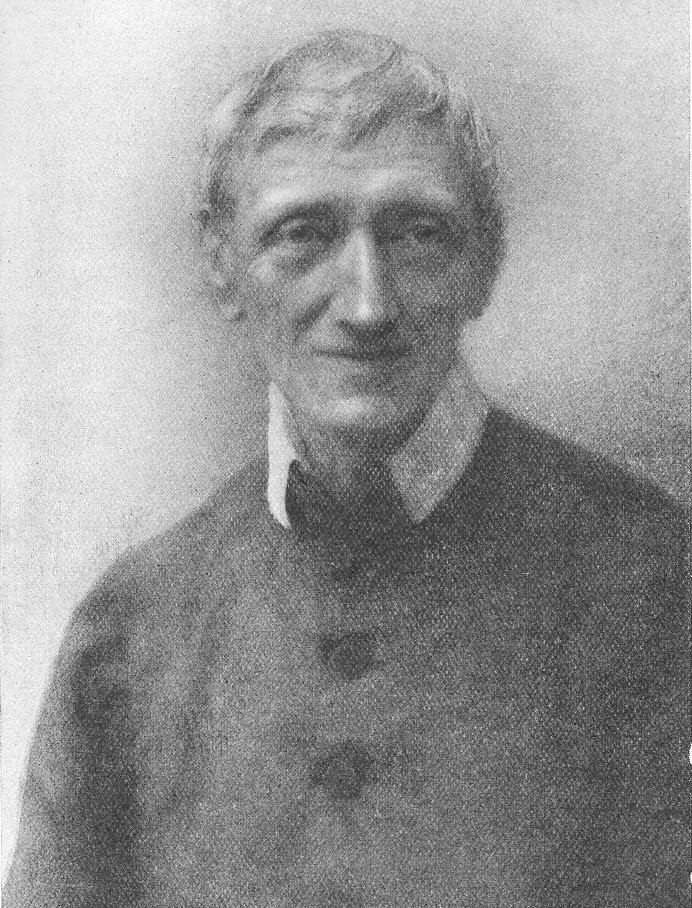
John Henry Newman, fondatore della congregazione londinese, con l'abito tradizionale della società

Ogni singola comunità filippina gode della prerogativa di intitolarsi "Congregazione dell'oratorio" e gode degli stessi privilegi della congregazione madre, è autonoma e costituisce una società clericale di diritto pontificio a sé, non esente dalla giurisdizione degli ordinari del luogo. Le congregazioni sono formate da sacerdoti, chierici e fratelli laici che vivono in comune, senza voti, promesse e giuramenti, impegnandosi a osservare le costituzioni vallicelliane.
Il governo delle congregazioni è affidato a un Preposito, che è primus inter pares: a lui compete il potere esecutivo, mentre le decisioni straordinarie sono prese dalla Congregazione generale, composta dai padri decennali, che hanno voto deliberativo nelle consultazioni, e di padri triennali, con voto consultivo.
Le decisioni ordinarie sono prese dal preposito, eletto con mandato triennale e rieleggibile, insieme a quattro deputati.
Dal 1943 le singole congregazioni sono riunite in una Confederazione i cui organi sono la Deputazione permanente, il procuratore generale e il postulatore generale; i rappresentanti delle congregazioni formano il congresso generale, che viene celebrato periodicamente.
Non esiste un superiore generale della confederazione, ma nel 1958 è stata creata la carica del visitatore dell'oratorio (che in seguito ha preso il titolo di delegato della Sede apostolica), eletto dal congresso generale, attraverso cui la Santa Sede esercita il controllo sulla confederazione.

## Diffusione
Le congregazioni sono presenti in Europa (Austria, Francia, Germania, Italia, Lituania, Paesi Bassi, Polonia, Regno Unito, Svizzera), nelle Americhe (Argentina, Brasile, Canada, Cile, Colombia, Costa Rica, Messico, Stati Uniti d'America) e in Sudafrica.
Alla fine del 2019 le congregazioni dell'oratorio erano 88 con 505 membri, 436 dei quali sacerdoti.